# 千田町 (広島市)

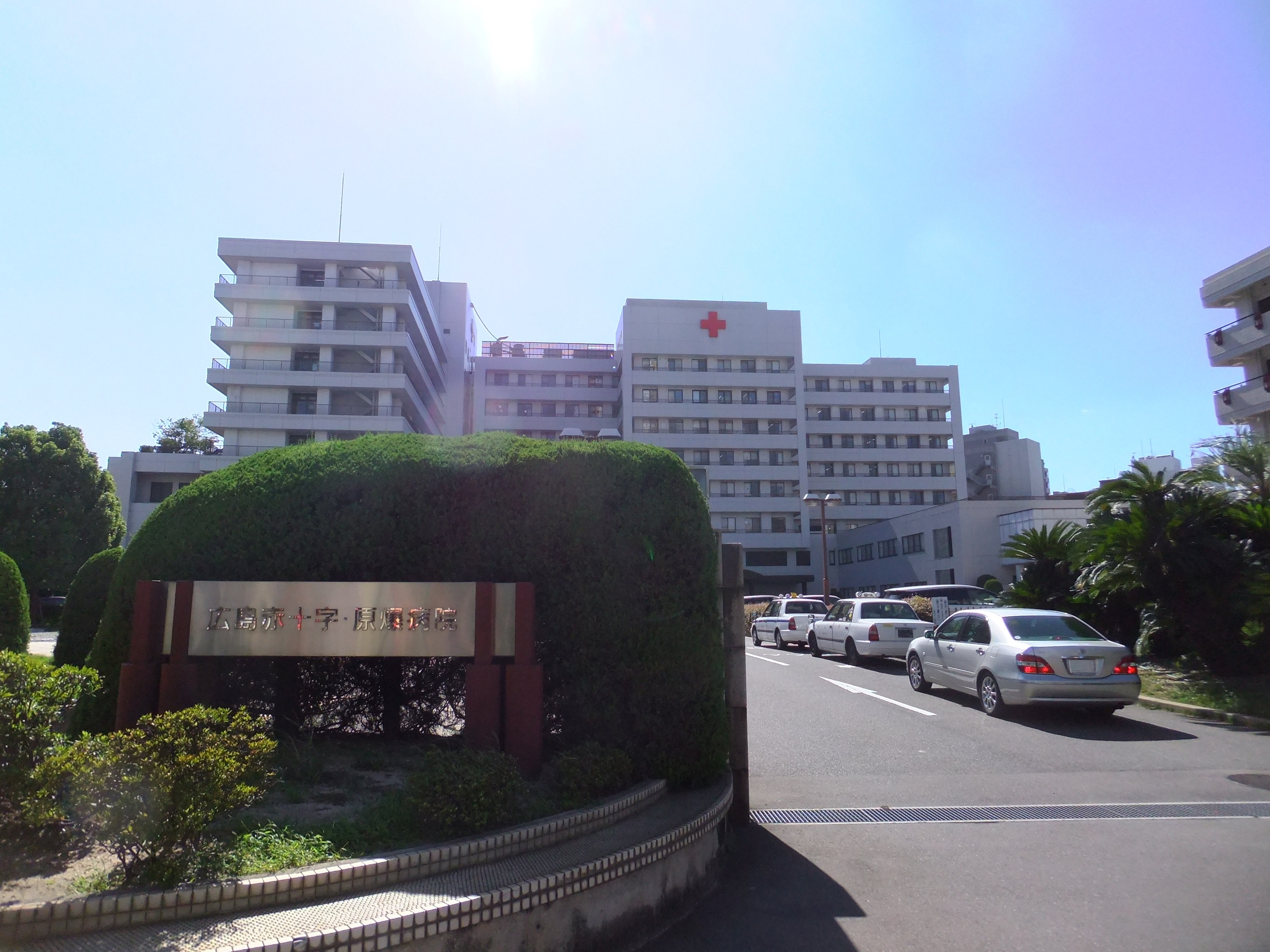
広島赤十字・原爆病院（千田町一丁目） / 広島大学本部キャンパス移転後のこの地区を代表するランドマークとなっている。

千田町（せんだまち）は、広島市中区に位置する町である。ここでは、「千田」を町名に含む地区の総称として用いる。

## 概要
京橋川・元安川（上流は本川）に囲まれたデルタの最南端に位置する。かつては広島大学をはじめとする多くの学生が学業に励み生活していた市内有数の文教地区として知られていたが、近年の大学移転により学生街としての性格は次第に薄れつつある。また、戦前から多くのRC造建築物が立地していた関係で、広島大学旧理学部1号館を筆頭にいくつかの被爆遺構が現存している。

## 隣接する地区
- 北 - （東から順に）平野町・南竹屋町・国泰寺町・大手町。
- 東 - 京橋川をはさんで対岸に皆実町・宇品。
- 南 - 京橋川・元安川が合流し広島湾へ。
- 西 - 元安川をはさんで羽衣町・吉島。

## 歴史

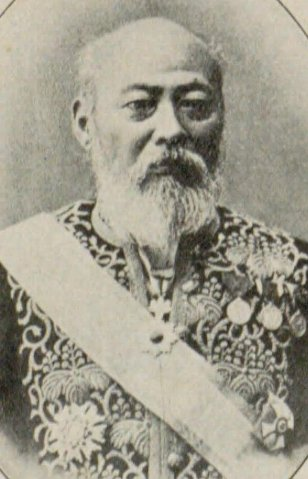
千田貞暁 / 町名の由来となった初代広島県知事。

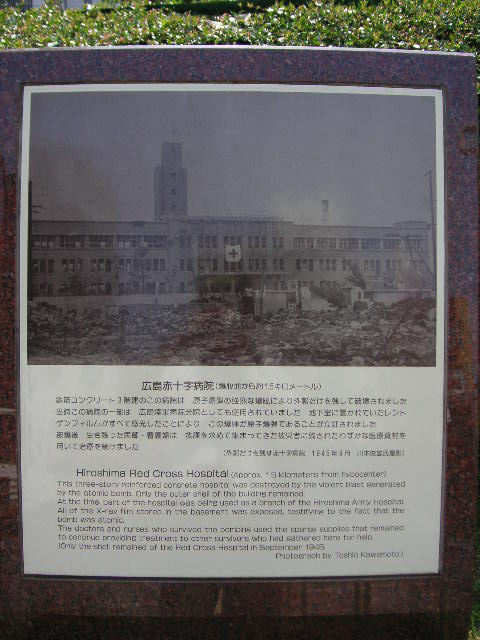
被爆後（1945年9月）の広島赤十字病院（市設置の説明板）

### 町名の由来
宇品港（現在の広島港）を築港した当時の広島県令（現在の県知事）の千田貞暁、あるいは彼に因んで命名された地区内の「千田通り」に由来する。

### 新開地から「千田町」の誕生まで
千田町はもともと藩政期に広島湾頭に造成された新開地（埋立地）である。当時の広島城下国泰寺村と国泰寺沖新開に跨がる位置にあり、村内を通る平田屋川・西塔川の2運河は後年、千田町（旧町名）地区の東西の境界となった（後出）。明治期になって京橋川を隔てた宇品港の築港事業が行われると1885年には村内を横断し市中心部と宇品に至る新道と御幸橋が建設され、新道は当時の広島県知事・千田貞暁に因み「千田通り」と呼ばれるようになった。さらに大正期の1912年にはこの千田通りに現在の広島電鉄宇品線が敷設・開業し交通の整備も進んだ。そして1916年になって国泰寺村から分割されて千田貞暁または千田通りの名に因む「千田町」が新設された。

### 文教地区・学生街としての発展
1902年以降、この地区には山中高等女学校（のち広島女子高等師範学校）・広島高等師範学校に始まって進徳高等女学校（1909年）・県立広島工業学校（1911年）・広島高等工業学校（1920年）・修道中学校（1926年）・広島文理科大学（1929年）などの高等・中等の教育機関が新設・移転により立地するようになった。この結果、千田町は文教都市としての広島を象徴する町となり、この一帯は急速に宅地化するとともに、下宿・書店・飲食店などが立ち並び学生街が形成された。
また地区の南半部には神戸製鋼広島工場、広島電灯千田町発電所が建設、神戸製鋼の撤退後にはその跡地に帝人広島工場が進出するなど工場地区としての発展をみた。このうち広島電灯千田町発電所は、1920年の竣工当時は最新鋭の発電設備を備えており、この発電所の稼働によって広島市内で電灯が一般に普及するようになった。また同年操業を開始した帝人広島工場は一時は約18.000人の工員が勤務するなど大工場として発展したが、1935年の岩国・三原工場新設により一時閉鎖に追いこまれ、以後は研究所のみが存続した。しかし1938年には操業が再開され、戦争末期にはここに本社が疎開してくるなど活気を取り戻しつつあった。

### 原爆投下による壊滅
1945年8月6日の原爆投下に際しては、千田町地区はおおむね爆心地から1.5 - 2.5km前後に位置しており、北半部は全焼もしくは全壊、南半部はやや被害は小さかったもののほとんど半壊地域であり、建物疎開や公共機関での勤労奉仕のため動員された学徒も含め多くの人的・物的被害を受けた。地区内では最大の医療施設である赤十字病院も大きな被害を受けたが早い時期から殺到する被爆者の治療に当たった。なお当日正午前、市中心部方面から被害の小さい宇品へと避難するため御幸橋西詰に集まってきた人々を中国新聞カメラマン（松重美人）が撮影しており、当日の市街地の状況を知るほとんど唯一の写真となった。またRC造のため焼け残った数少ない建物の一つである広島貯金支局局舎の地下室には多くの負傷者が避難し、当日夜の出産の光景を描いた栗原貞子の詩「生ましめんかな」の舞台となった。1977年には千田町一丁目地区の原爆慰霊碑として「ふりかえりの塔」が建立されている。

### 戦後の復興
戦後、都市計画の施行によりこの地区では千田通りが拡幅され、また駅前通り、御幸橋西詰通り（中央通り）などの主要市道が新たに敷設されるなど、道路・区画の整備が進み現在につながる街並みが形成され、1959年には鷹野橋交差点付近から広大正門前付近に至るまでの約300ｍの千田通りに面した店舗を「千田町商店街」として商店会組織が発足した。また、県立広島工業高等学校が出汐町に移転したものの、1949年には前記の広島高師・広島女高師・広島工専（高工）・広島文理大などを包括して新制広島大学が発足し本部キャンパスが置かれたのでこの地区は市内随一の文教地区であり続けたが、その一方で原爆で壊滅的被害を受けた帝人広島が敗戦直後に閉鎖されるなど工場地区としての性格は薄まった。1956年には広島赤十字病院内に広島原爆病院が併設され、被爆直後以来の救護活動を基礎に被爆者医療のメッカとなった。

### 広大キャンパス移転以降
1980年代以降、広大は東千田町の本部キャンパスが手狭になったことから本部および主要学部キャンパスの東広島市移転を進めることとなった。これに対し地元住民は大学関係者と連携して「広大発祥の地」としてキャンパスの存続運動を展開し、「東千田キャンパス」として一部施設（通信課程・夜間学部施設など）を残すことに成功した。しかしほとんどの大学施設は1995年までに新キャンパスに移転してしまったため、千田町地区は文教地区として陰りをみせるようになり、書店・大衆食堂・レコード店など学生向けの店舗も次第に減少し、2014年現在では中等以上の教育機関として、広大東千田キャンパス以外には修道中学・高校を残すのみである。
1980年代後半以降、千田町地区の南半部では、原爆で焼け残ったため整備が遅れていた地域の再開発がようやく本格化し、1992年に南千田橋および広島市道霞庚午線の開通によってほぼ現在の街路が整備されるに至り、また広大工学部キャンパスの跡地に千田公園などが整備され文化施設の立地が進んでいる。その一方で、広大本部キャンパス跡地である東千田公園では整備が停滞しているため町の未来像は完全には明確化していない。こうした停滞ムードに抗して1997年以降、地元住民・市民・広大生および行政がタイアップして「千田わっしょい祭り」が開催されている。

### 年表
- 1634年（寛永11年）：この年までに国泰寺以南の新開地が造成され「国泰寺村」と命名。安芸国沼田郡新開組に属する。
- 1829年（文政12年）：この年までに国泰寺村沖に「国泰寺沖新開」が造成される。
- 1871年（明治4年）：廃藩置県により広島県安芸郡に属する。
- 1882年：国泰寺沖新開を国泰寺村に編入。
- 1885年：宇品築港に際し、村内を横断し宇品港に向かう新道（のちの千田通り）が完成。御幸橋竣工。
- 1889年4月：広島市制施行により広島市に属する。
- 1901年：日本赤十字社広島支部が病院用地を取得し移転。
- 1902年
  - 4月：小町から私立山中高等女学校が移転。
  - 9月：広島高等師範学校の開校。
- 1909年：進徳女学校が材木町から赤十字社敷地内に移転。
- 1911年3月：広島県立職工学校が大須賀村二葉の里から移転。
- 1912年（大正1年）11月：千田通りに広島電軌宇品線が開通。高等師範前・発電所前・御幸橋の各電停が開業。同社の事務所・火力発電所（現在の広島電鉄本社・千田車庫・千田町変電所）を設置。
- 1916年：国泰寺村の南半部を「千田町」として新設。
- 1920年
  - 4月：広島高等工業学校の開校。
  - 10月：広島電灯千田町発電所（のち中国電力千田町変電所）の竣工。
- 1921年12月：帝国人造絹糸第2工場（広島工場）の操業開始。
- 1924年：千田尋常高等小学校（現：広島市立千田小学校）の開校。
- 1926年：修道中学校が南竹屋町より移転。
- 1929年（昭和4年）：広島文理科大学開校。
- 1932年：元安川対岸の吉島地区を結ぶ南大橋（木造）が竣工。
- 1933年：国泰寺町との町域を変更して千田町を分割し千田町一〜三丁目・東千田町・南千田町を新設。
- 1937年7月：広島貯金支局の局舎が竣工。
- 1938年：進徳高等女学校が校舎を陸軍に返上し南竹屋町に移転。
- 1939年5月：広島赤十字病院を開設。
- 1945年
  - 8月：広島女子高等師範学校の開校。
  - 年8月6日：原爆被災。町域は北半部を中心に全壊・全焼、南半部も全壊地域となる。
  - 10月：帝人の研究所・工場が閉鎖。
- 1946年：これ以降、戦災復興の都市計画に基づき道路・区画が整備されて現在の街並みが形成される。
- 1949年5月：広島大学開学。
- 1953年12月：県立皆実高等学校工業課程が出汐町に移転。
- 1956年9月：広島赤十字病院内に広島原爆病院を併設。
- 1959年：千田町商店街が発足。
- 1961年4月：広島市道駅前吉島線が地区内で開通し、南大橋が現在のRC造橋に架け替えられた。
- 1965年：大手町・平野町との町域変更。東千田町を一〜二丁目に分割。
- 1966年：南千田町を南千田西町・南千田東町に分割。
- 1977年8月：原爆慰霊碑「ふりかえりの塔」建立。
- 1980年：政令市移行により中区に編入。
- 1982年：広島大学本部キャンパスの東広島移転が開始。
- 1988年
  - 10月：広大工学部キャンパス跡地が千田公園として整備され広島県情報プラザ開館。
  - 12月：広島地方貯金局の旧庁舎が撤去・解体。
- 1989年（平成1年）2月：健康科学館開館。
- 1992年：南千田橋が竣工し、広島市道霞庚午線が地区内で開通。
- 1993年：広島赤十字・原爆病院の改築工事。
- 1995年3月：広島大学本部キャンパスの移転が完了。
- 1997年
  - 5月：第1回「千田わっしょい祭り」開催。
  - 9月：広大本部キャンパス跡地を東千田公園として整備し第14回全国都市緑化フェアが開催される。
- 2000年
  - 3月：広島南道路に接続する宇品橋が竣工し広島市道鷹野橋宇品線が開通。
  - 4月：広島大学東千田キャンパスに大学院社会科学研究科マネジメント専攻（夜間大学院）を開設。
- 2004年：広島大学東千田キャンパスに大学院法務研究科（法科大学院）を開設。
- 2013年：三菱地所レジデンスなど8企業による「広島ナレッジシェアパーク」事業構想に基づく広大キャンパス跡地の再開発が開始[4]。
- 2016年：広島大学東千田キャンパス内に東千田未来創生センター竣工。医学部・歯学部・薬学部学生の教養教育を東広島キャンパスより移管。
- 2022年：広島大学医学部・歯学部・薬学部学生の教養教育を霞キャンパスへ移転。
- 2023年：広島大学法学部昼間コース及び大学院人間社会科学研究科人文社会科学専攻法学・政治学プログラムが東千田キャンパスへ再移転。

## 住居表示
- 千田町（せんだまち）一〜三丁目
千田町地区全体のうち、おおむね電車通り（千田通り）以西に位置する区域（一部電車通り以東区域も含んでいる）の北半分である。西に隣接する大手町五丁目との境界がかつての西塔川である。
- 東千田町（ひがしせんだまち）一・二丁目
千田町地区全体のうち、電車通り以東に位置する。半分近くはかつての広島大キャンパス（東千田公園）である。東に隣接する竹屋町・南竹屋町・平野町との境界がかつての平田屋川である。
- 南千田西町（みなみせんだにしまち）・南千田東町（みなみせんだひがしまち）
地区の南端、すなわちデルタの南端に位置し、京橋川・元安川の合流点を臨む。

## 主な施設

### 公共機関
- 千田水資源再生センター（広島市下水道局管理部 / 南千田西町）

### 学校
- 広島大学東千田キャンパス（東千田町） - 旧広島大学本部キャンパス（現在は東広島市に移転）の一部。
  - 放送大学広島学習センター
- 広島市立千田小学校（東千田町）
- 修道中学校・高等学校（南千田西町・東町）
- 広島会計学院電子専門学校（千田町、学校法人上野学園系列）
- 広島外語専門学校（千田町、学校法人上野学園系列）
- 広島美容専門学校（千田町、学校法人上野学園系列）
- 千田保育園（千田町） - 広島市立第一高等女学校（現在の広島市立舟入高等学校）同窓会を母体として設立。

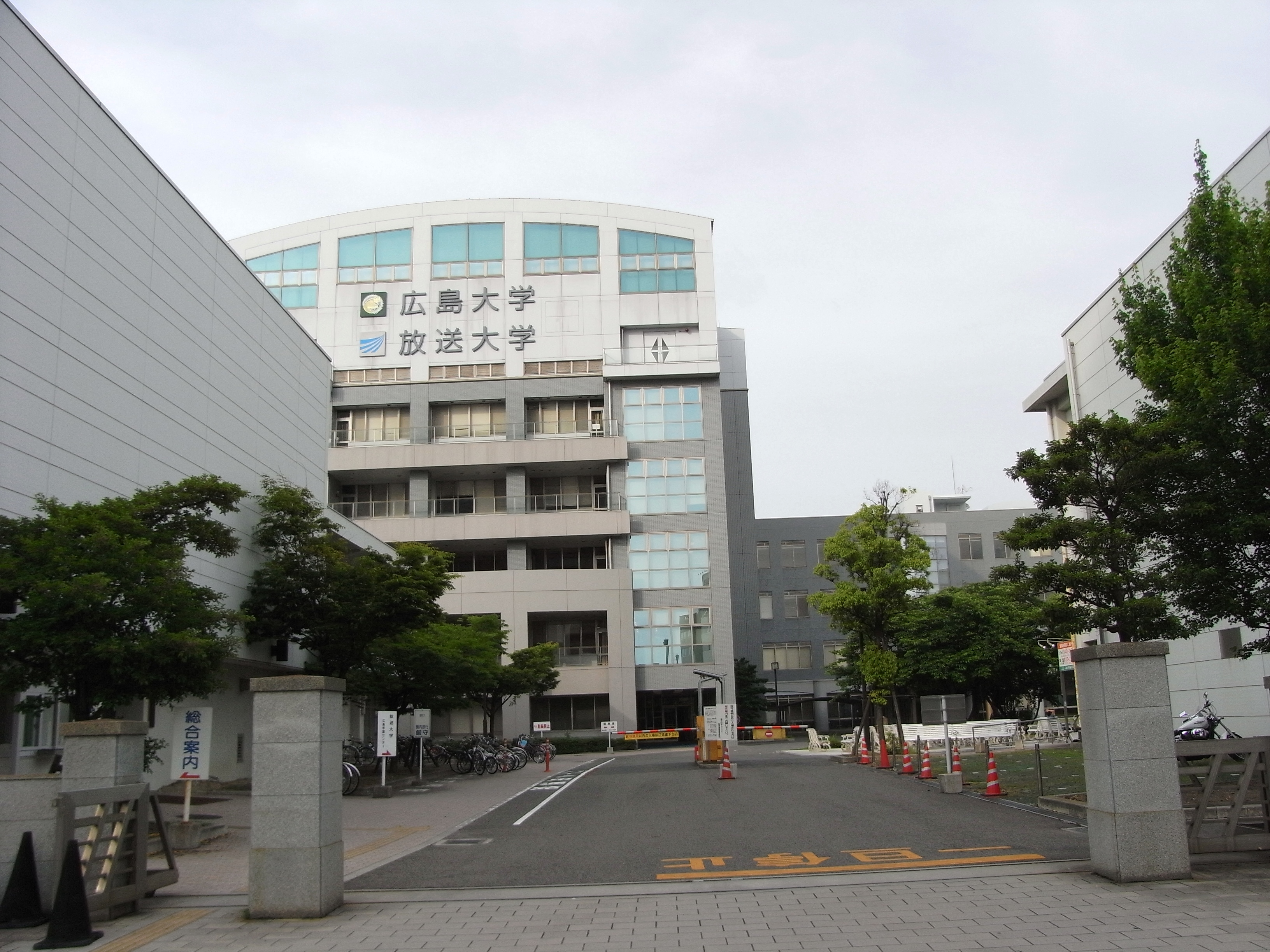
広島大学東千田キャンパス
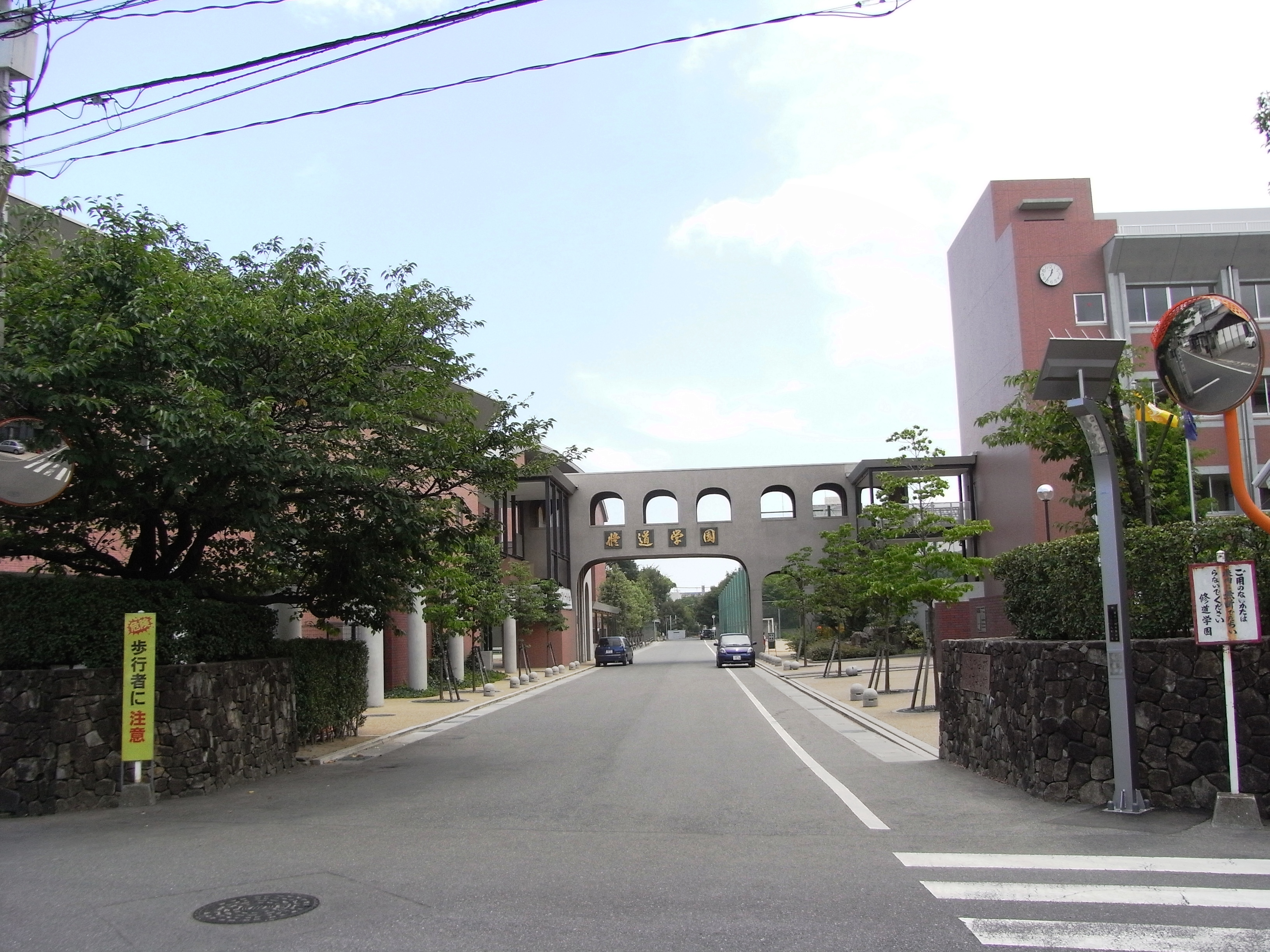
修道中学校・高等学校
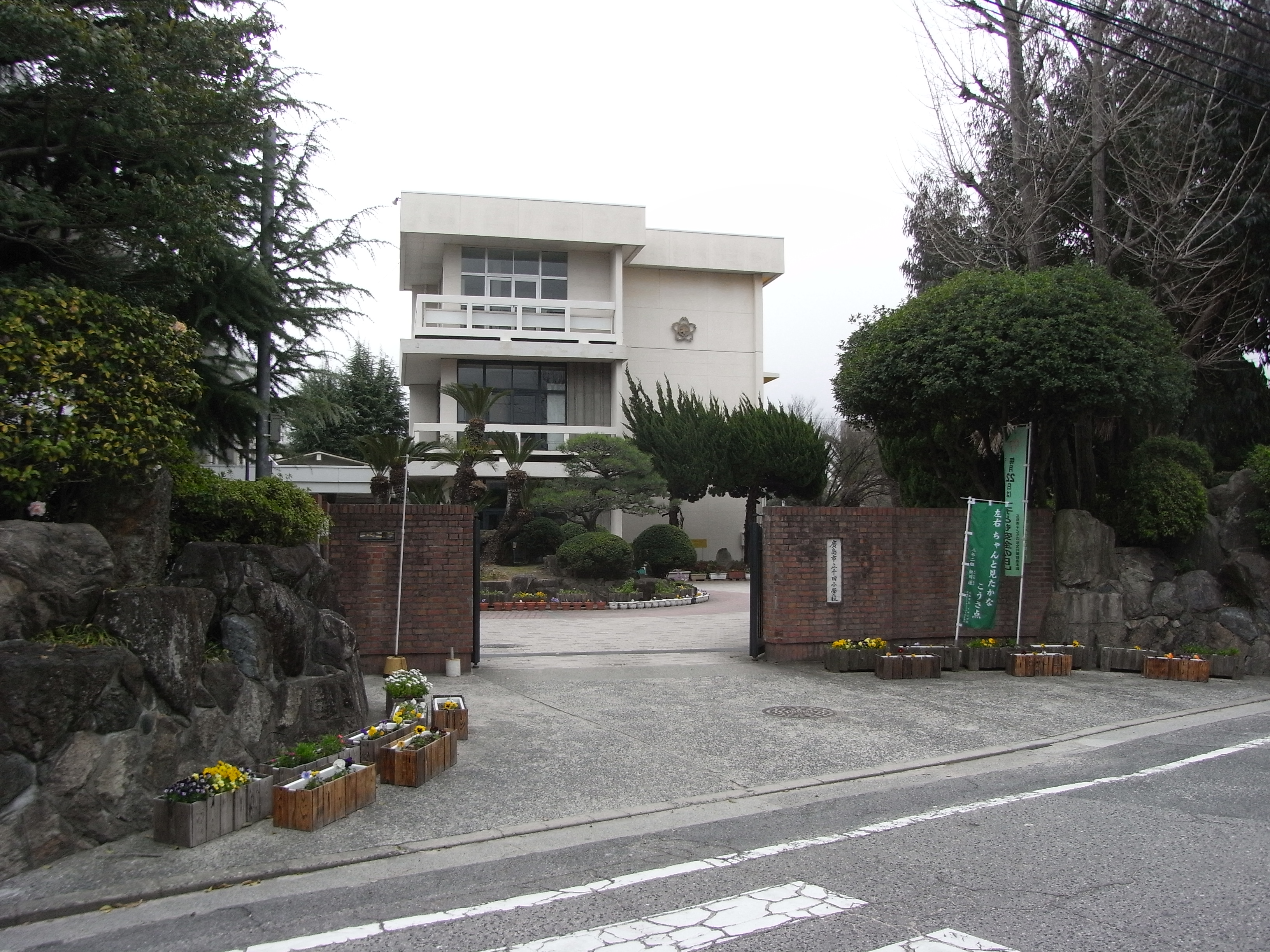
市立千田小学校
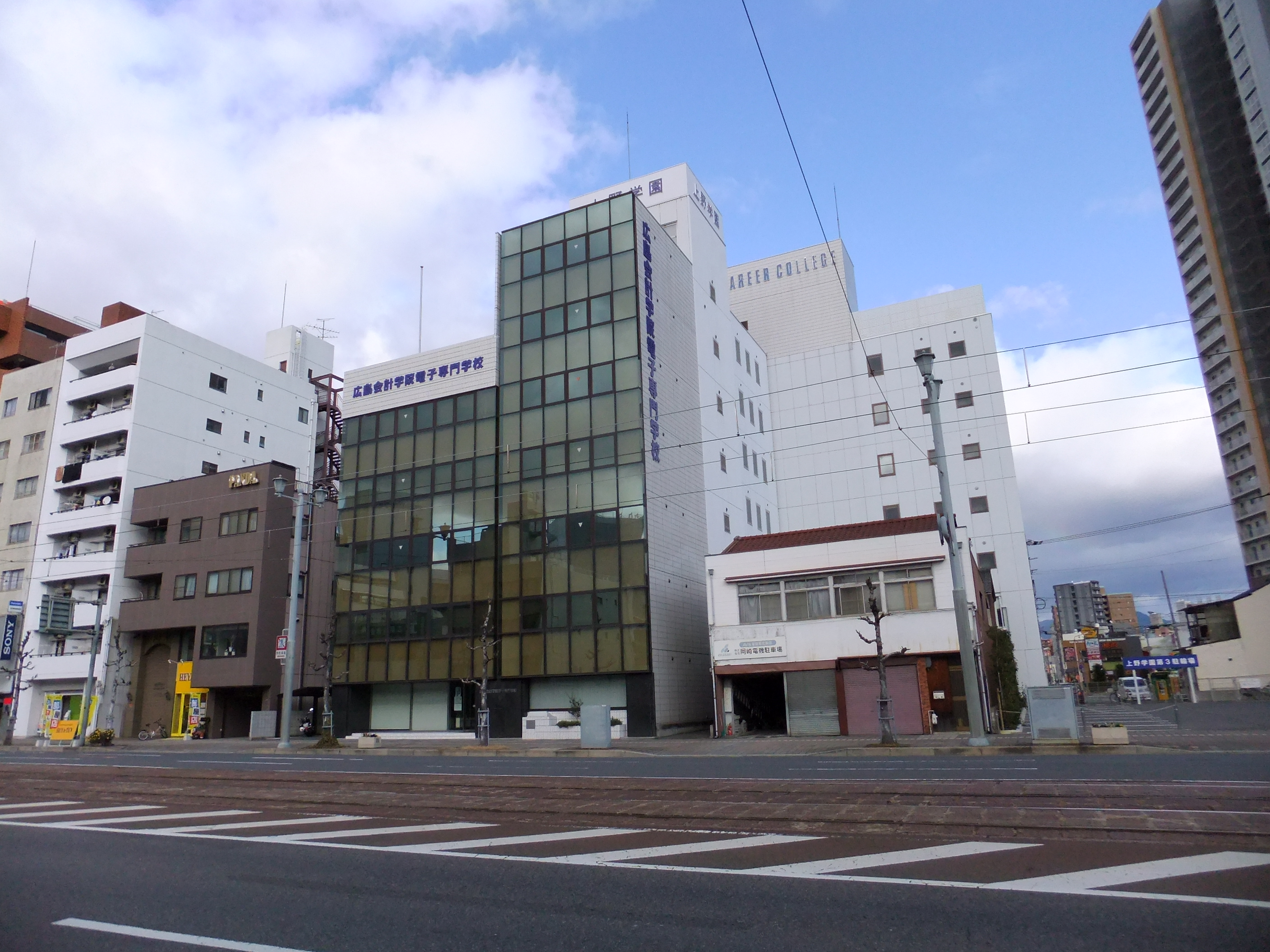
広島会計学院電子専門学校

### 文化施設
- 広島県情報プラザ（千田町） - 広島県立図書館・広島県立文書館などの複合施設
- 広島市健康科学館（千田町）
- コジマホールディングス中区スポーツセンター（千田町）
- 広島市工業技術センター（千田町）

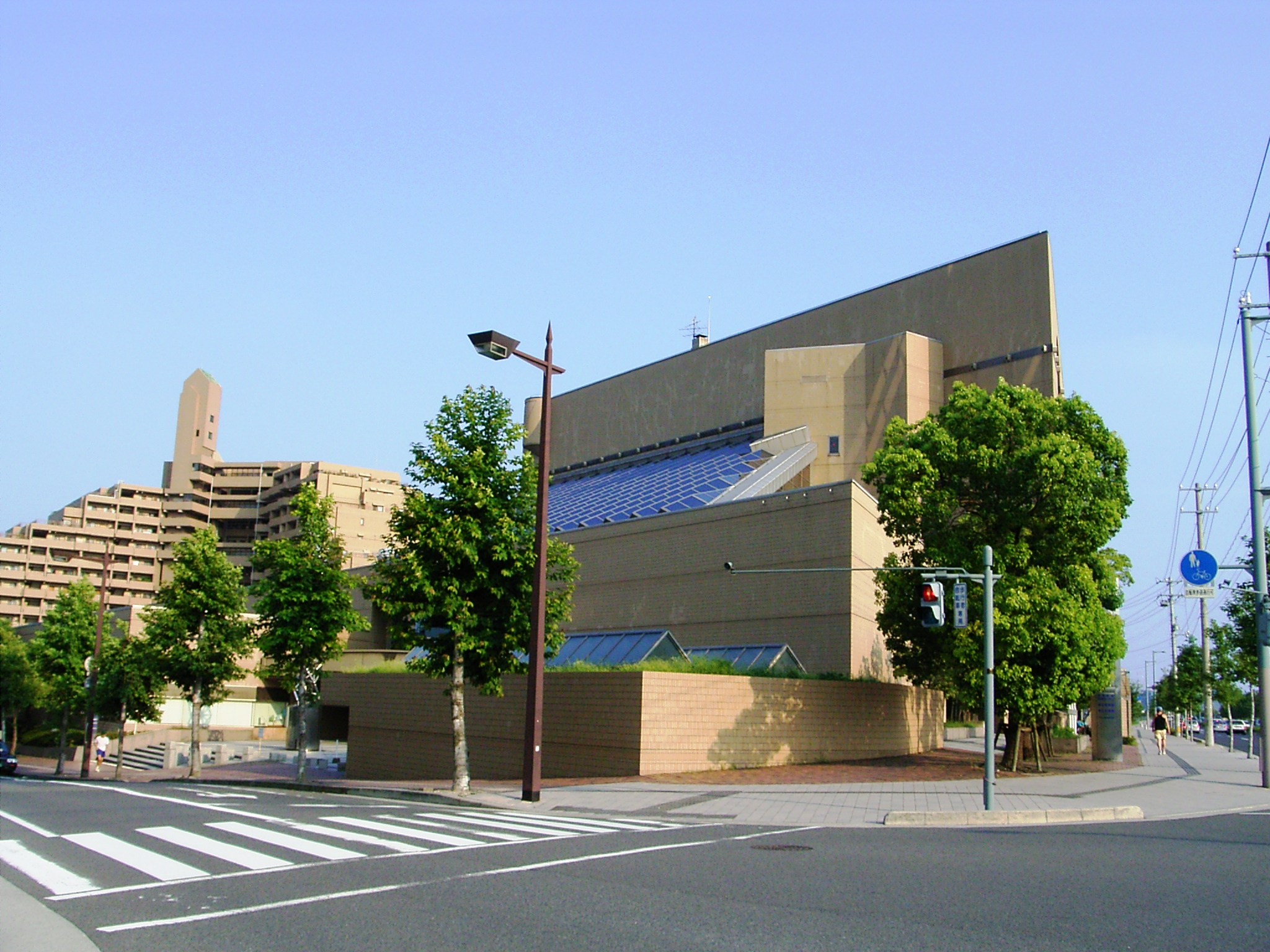
広島県情報プラザ
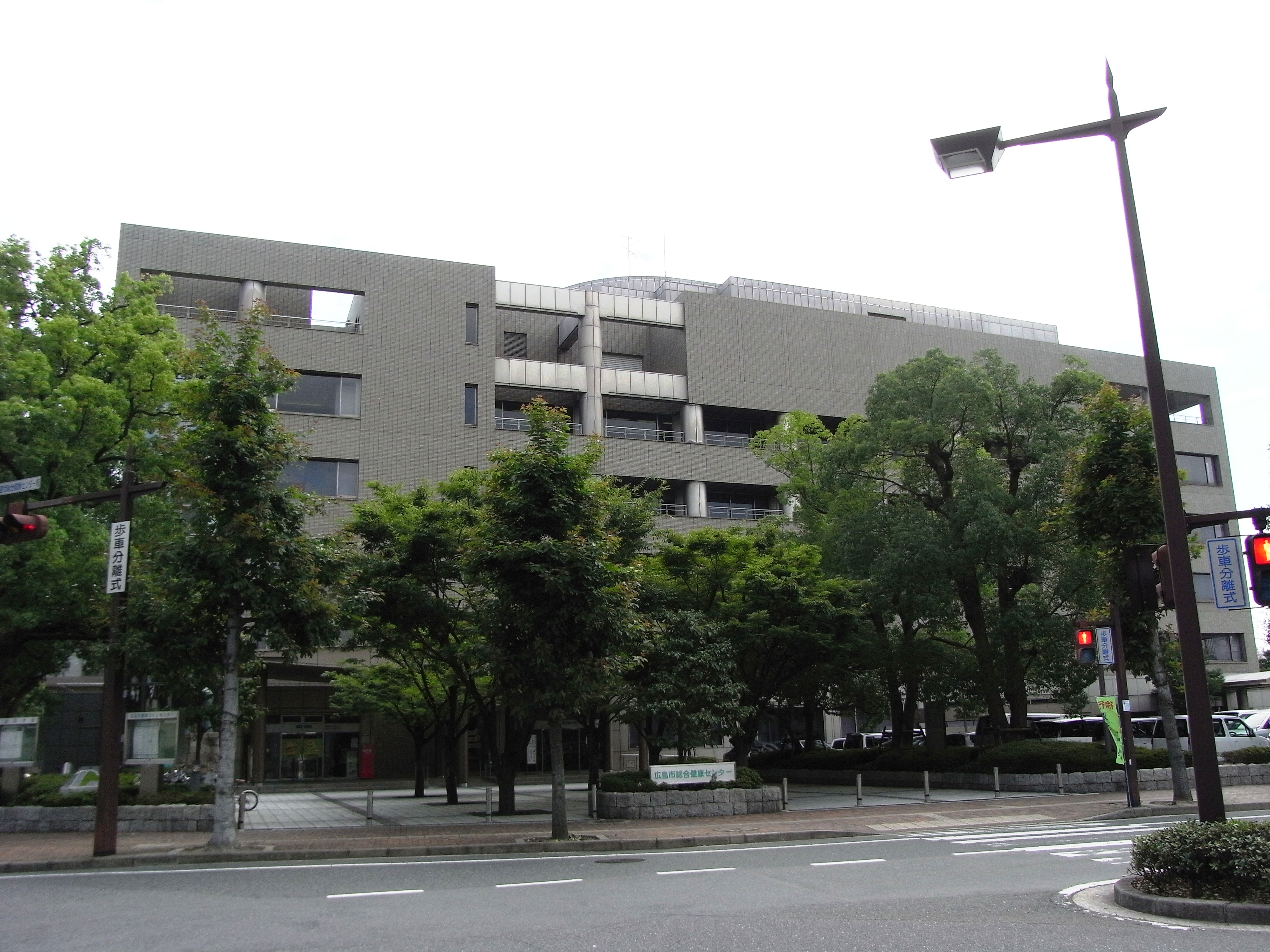
健康科学館

### 商業施設
- 千田通り商店街（千田町・東千田町）
- マックスバリュ千田店（東千田町）

### 会社
- 広島電鉄本社（東千田町）- 本社社屋のほか、電車車庫（千田車庫 / 被爆建造物である）・変電所など設置。

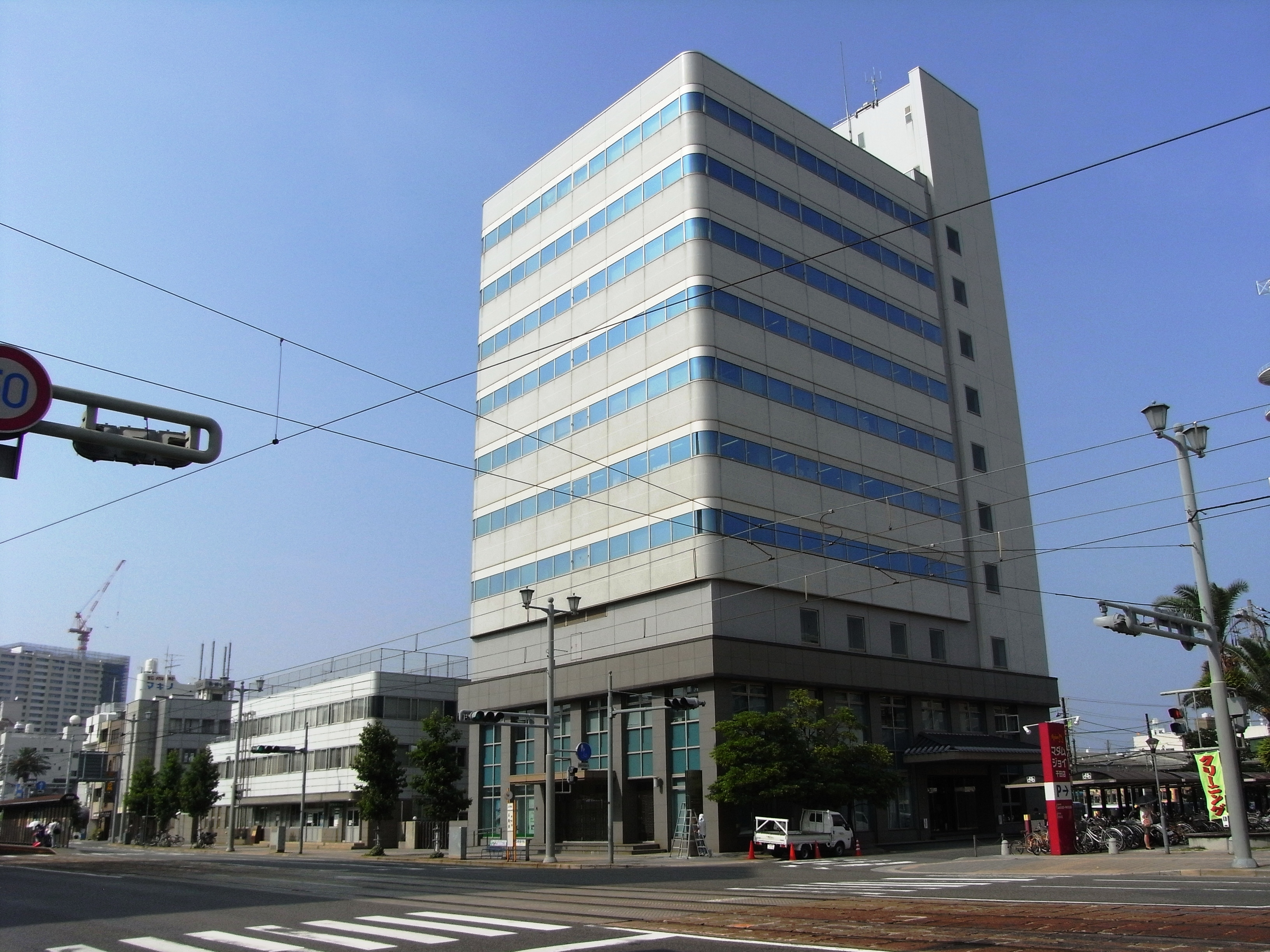
広電本社
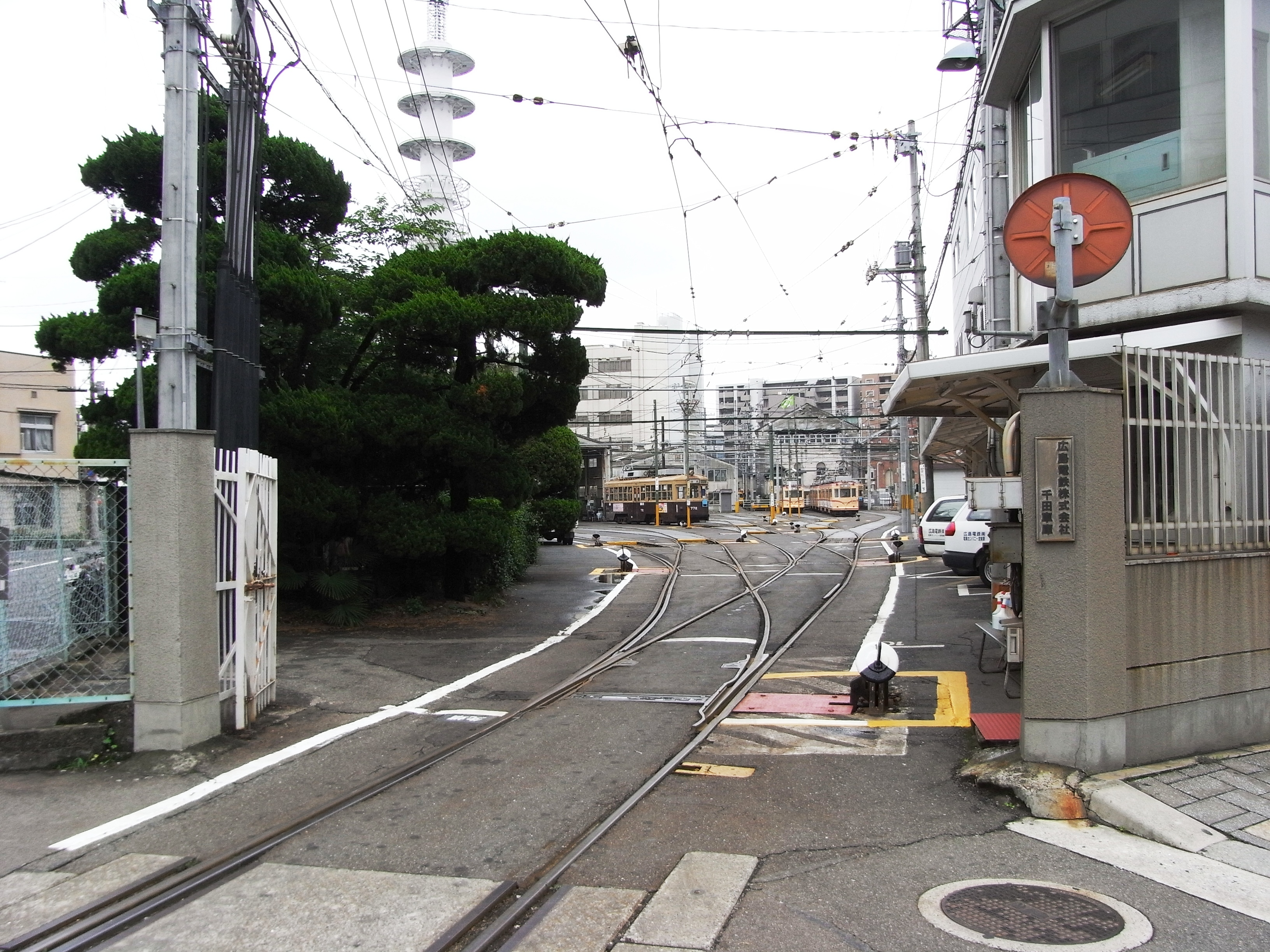
広島電鉄千田車庫
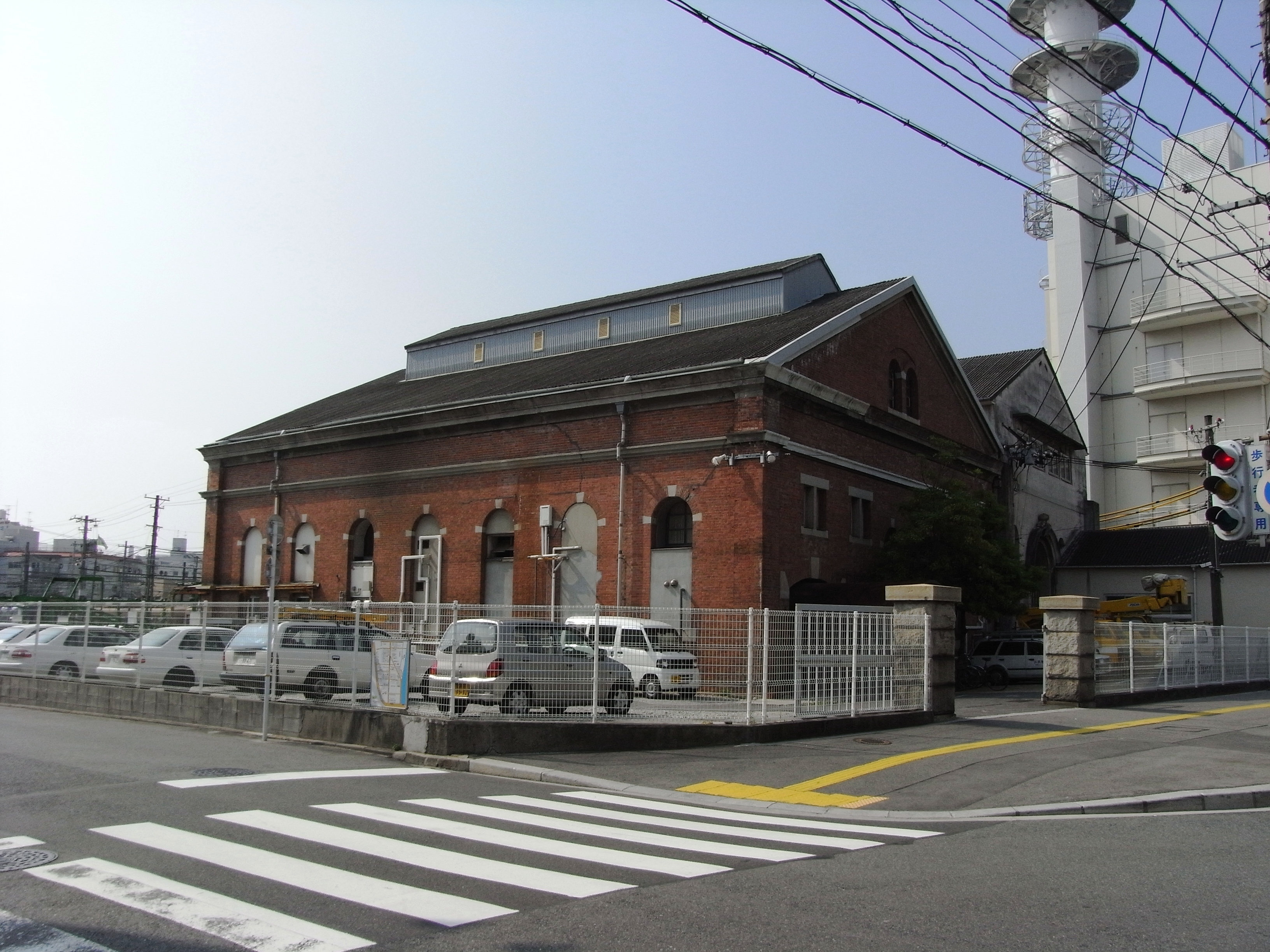
千田車庫の旧ボイラー室（手前）・変電所（奥）

### 病院
- 広島赤十字・原爆病院（日赤病院 / 千田町）
- 広島市医師会千田町夜間急病センター（広島の各医療機関が協力して運営 / 千田町）

### 公園
- 東千田公園（東千田町）- 広大本部跡地の一部を公園としたもの
- 千田公園（千田町） - 野球などができるグラウンドを備えた総合公園
- 南千田公園（南千田東町）
- 千田第一公園（千田町）
- 南千田西町公園（南千田西町）

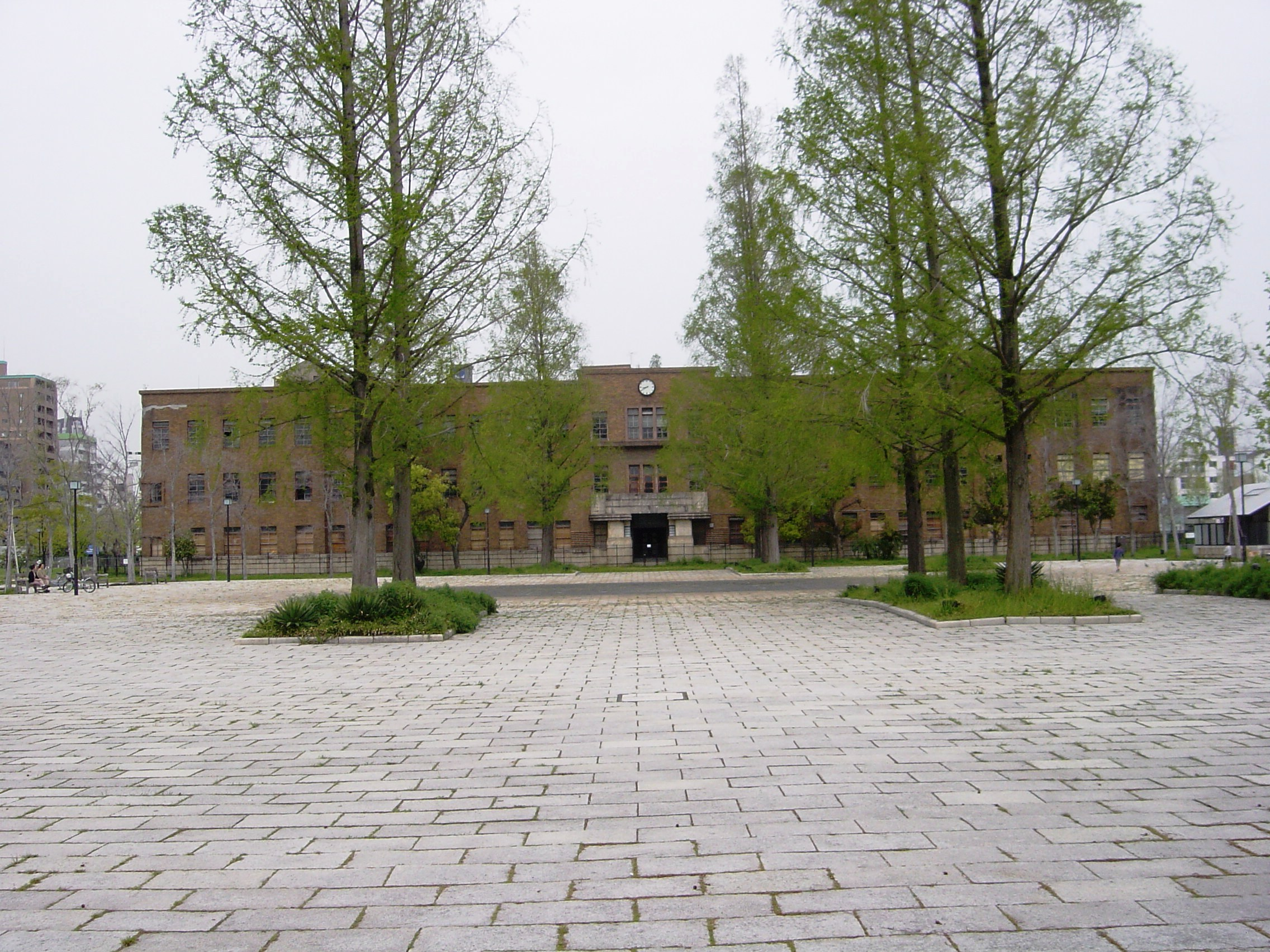
東千田公園
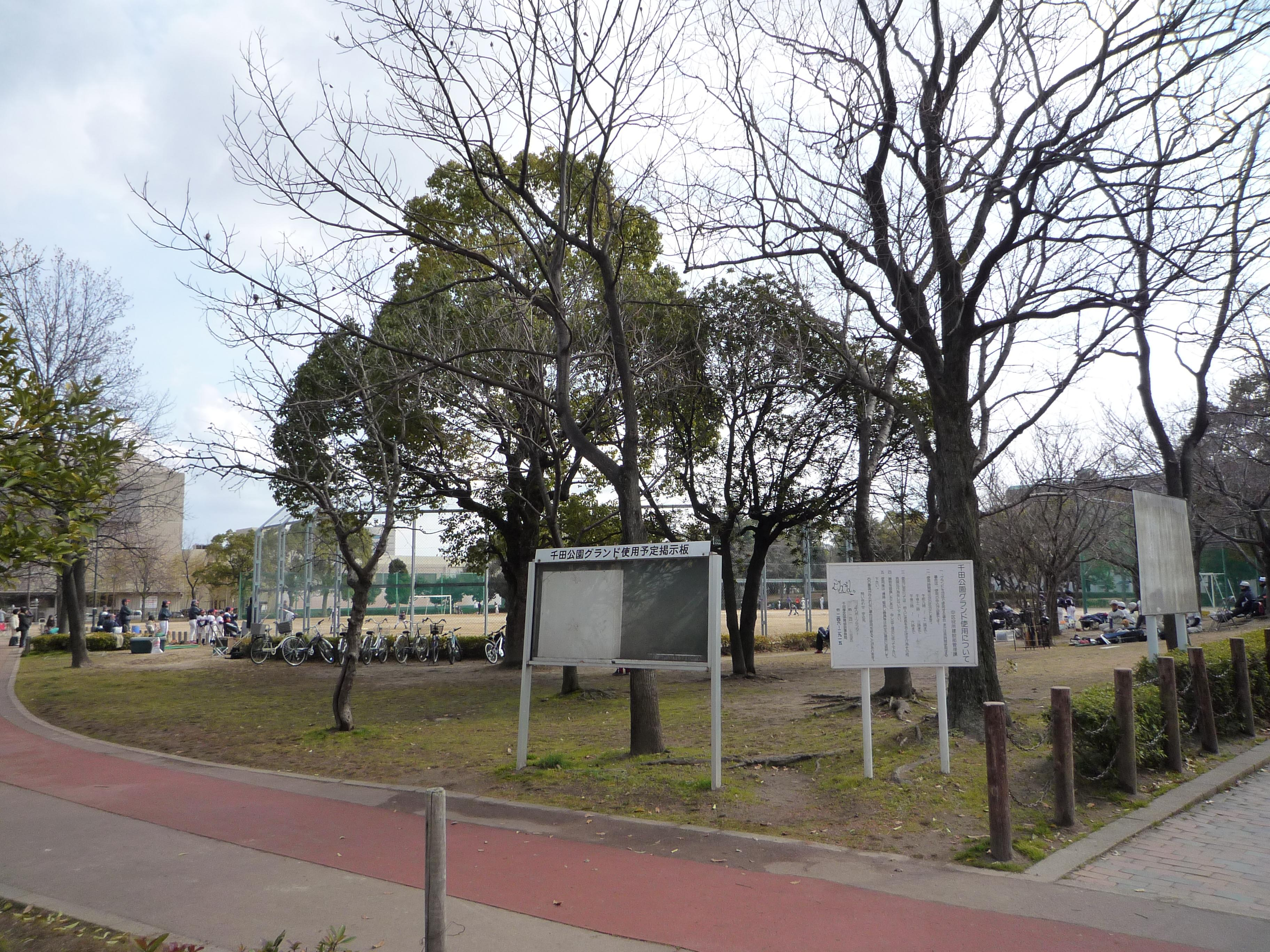
千田公園

### 宗教施設
- 妙法寺（千田町） - 元は旧材木町、現在の広島国際会議場北側から平和記念資料館西館との間付近に所在したが、原爆投下により壊滅。広島平和記念公園整備に伴う都市計画により現在地へ移転。

### 遺構など
- 広島大学旧理学部1号館（東千田町） - かつての広島文理科大学本館で東千田公園内に所在。広大のキャンパス移転による閉鎖ののち再開発の見通しが立たないまま放置されている。
- 広島赤十字・原爆病院メモリアルパーク（千田町） - 原爆の爆風で歪んだ鉄製の窓枠と建物の一部が改築工事に際して病棟から移設され、原爆慰霊碑とともに病院前の広場に保存されている[5]。
- 千田小学校小動物飼育舎（東千田町） - 被爆により鉄骨のみが残された講堂を再利用。他に建物基礎なども現状保存されている。
- ふりかえりの塔（千田町） - 千田町一丁目地区の原爆慰霊碑として鷹野橋交差点南側に建立（一時移転していたが現在地に復帰した）。
- 御幸橋西詰め近辺の平和関連モニュメント（東千田町） - 西詰め南側の、松重美人による原爆写真を中心にした撮影地点に設置されたモニュメント（原爆被災説明板）を筆頭に、北側の「おりづるモニュメント」、「広島 ひろしま HIROSHIMA」碑などが建っている。また、旧橋の親柱・中柱の一部もこの付近に保存されている。
- 修道中学校・修道高等学校の敷地内に原爆死没者の慰霊碑があり、また広島城内の藩校学問所にあった土蔵が移築・保存されている（修道学問所之蔵）[6]。

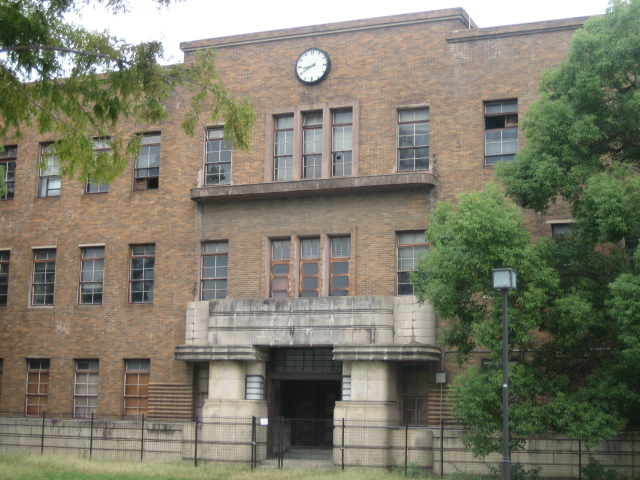
広島大学旧理学部1号館
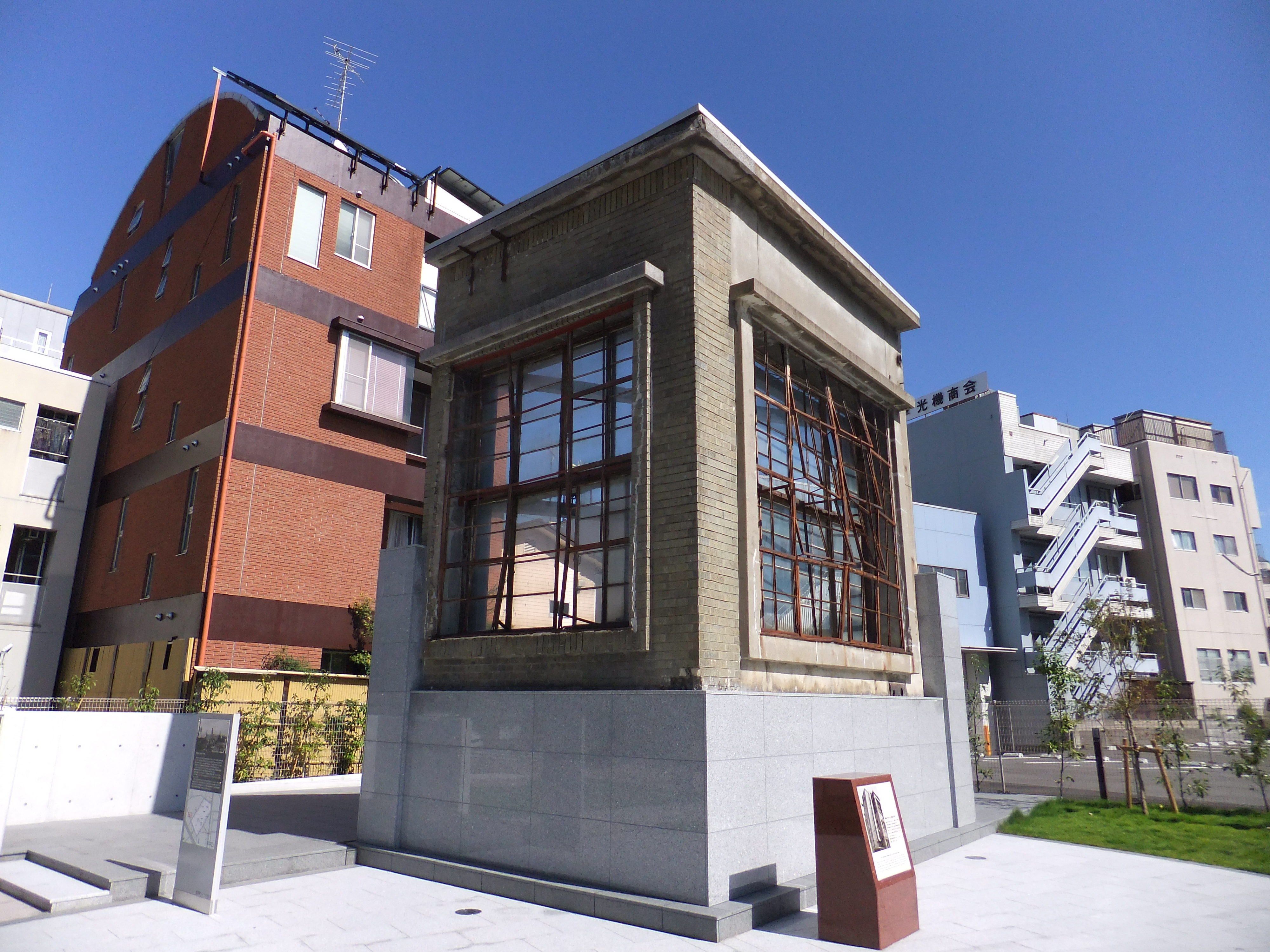
広島赤十字病院前の被爆遺構
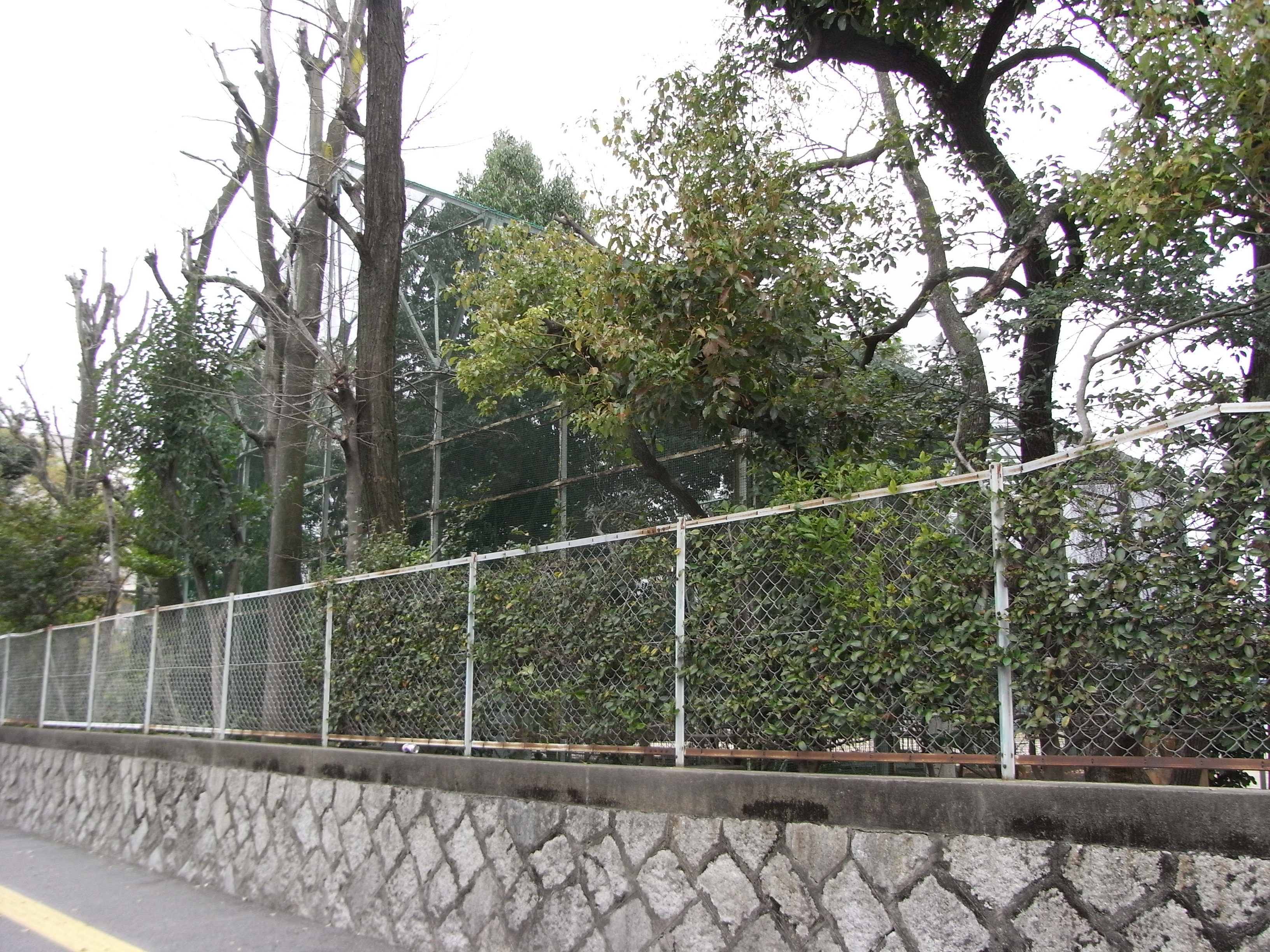
千田小の飼育舎
御幸橋西詰めの「原爆被災説明板」

### かつて存在していた施設
名称はいずれも廃止・消滅時点のもの。
- 広島大学本部キャンパス（東千田町） - 戦前の（旧制）広島文理科大学・広島高等師範学校の校地を継承。現在は広島大学東千田キャンパス・東千田公園が立地。
- 広島大学千田（工学部）キャンパス（千田町） - 戦前の広島高等工業学校の校地を継承。現在の千田公園に所在。
- 広島女子高等師範学校・山中高等女学校（千田町） - 現在の千田保育園・広島赤十字研修センター・千田第一公園などが立地する区画に所在。戦後は広島大学の学生寮（青雲寮・山中寮）が立地していた。
- 広島県立広島皆実高等学校（工業課程）（千田町） - 戦前の県立広島工業学校の校地を継承。出汐校地への移転後、県立広島工業高等学校として独立。移転後の跡地は広島県産業教育共同実習所を経て先述の広大工学部キャンパスの一部となった。現在の千田公園のうち広島県情報プラザ・マンション「センチュリーパーク千田町」などが立地する西半部に所在。情報プラザ正面付近に「広島県立広島工業学校の跡」の石碑が建立されている[7]。
- 進徳高等女学校（千田町） - 現在の日赤病院敷地に所在。その後南竹屋町への移転を経て戦後には現校地の皆実町に移転。
- 広島地方貯金局（千田町） - 被爆建造物。「広島貯金支局」庁舎として建設され、戦後老朽化により解体撤去された。跡地は長らく空き地となっていたが現在はマンション「千田町アインスタワー」が立地している。
- 広島硝子工業（南千田西町・東町） - 戦前の帝国人造絹糸広島工場の敷地・建物を継承。1970年代後半に解体され現在は千田水資源再生センターとなっている。
- 中国電力千田町変電所（南千田西町） - 広島電灯千田町発電所として設置。被爆を経て戦後には変電所となり1962年に解体。現在はマンション「アーバンハート千田町」が立地している付近に所在していた。

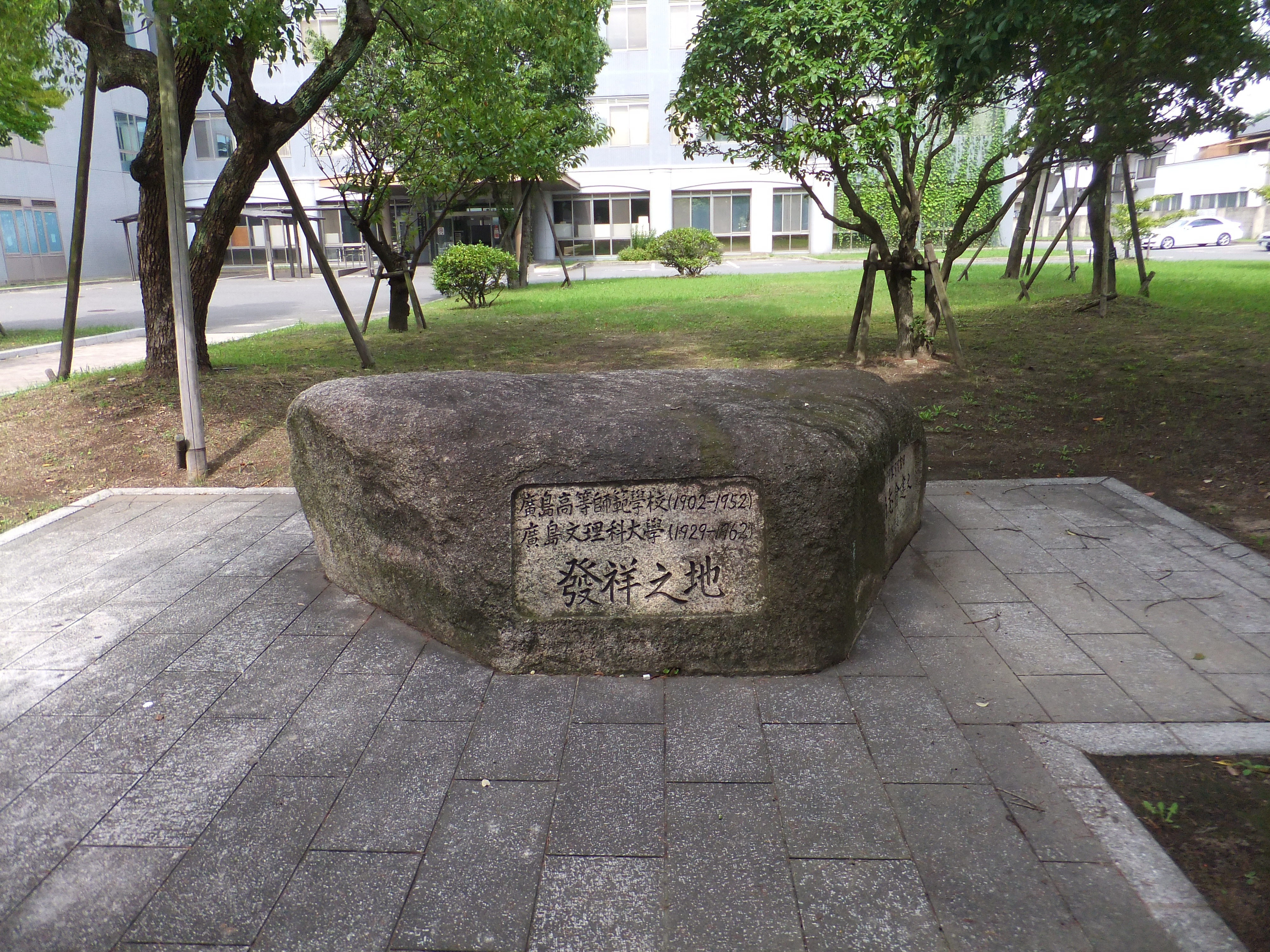
広大東千田キャンパス内の「広島高等師範学校・広島文理科大学発祥之地」碑
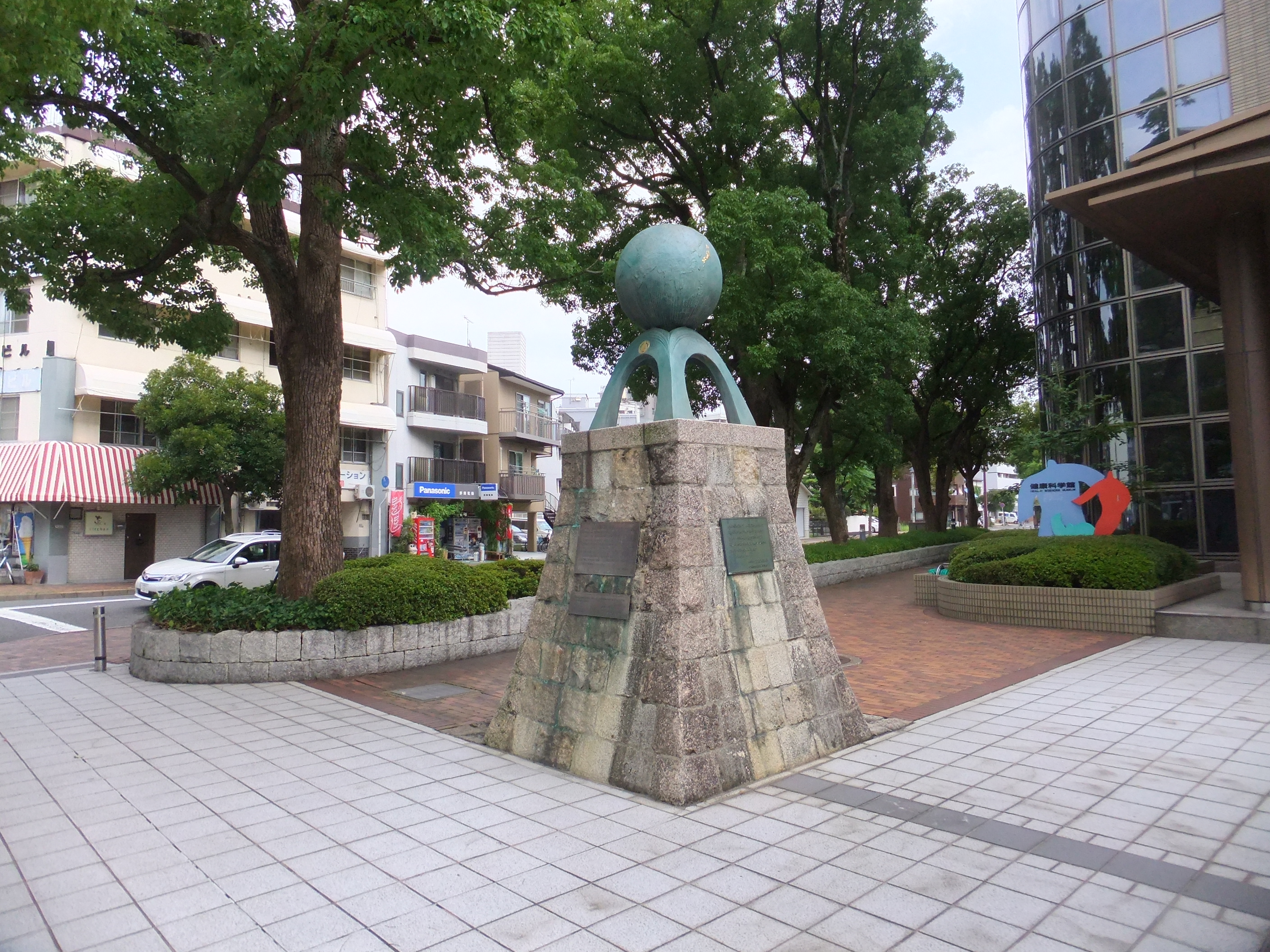
健康科学館前の「広島高等工業学校・広島大学工学部創立75周年記念碑」
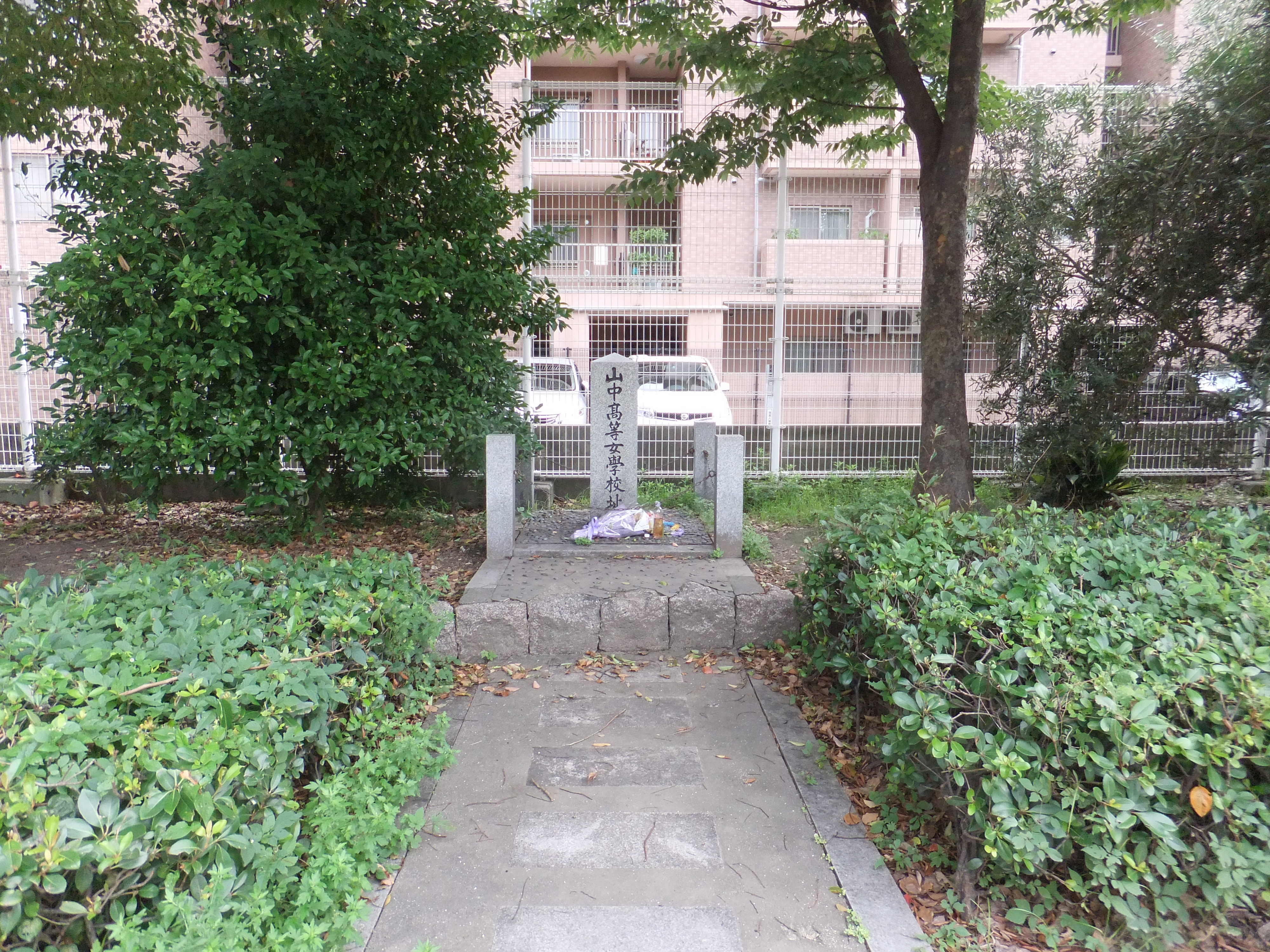
千田第一公園内の「山中高等女学校址」碑

## 道路
- 国道2号線
- 広島県道243号広島港線（千田通り / 電車通り）
- 広島市道霞庚午線・広島市道御幸橋三篠線
- 御幸橋・宇品橋 - 京橋川に架橋。
- 南大橋・南千田橋 - 元安川に架橋。

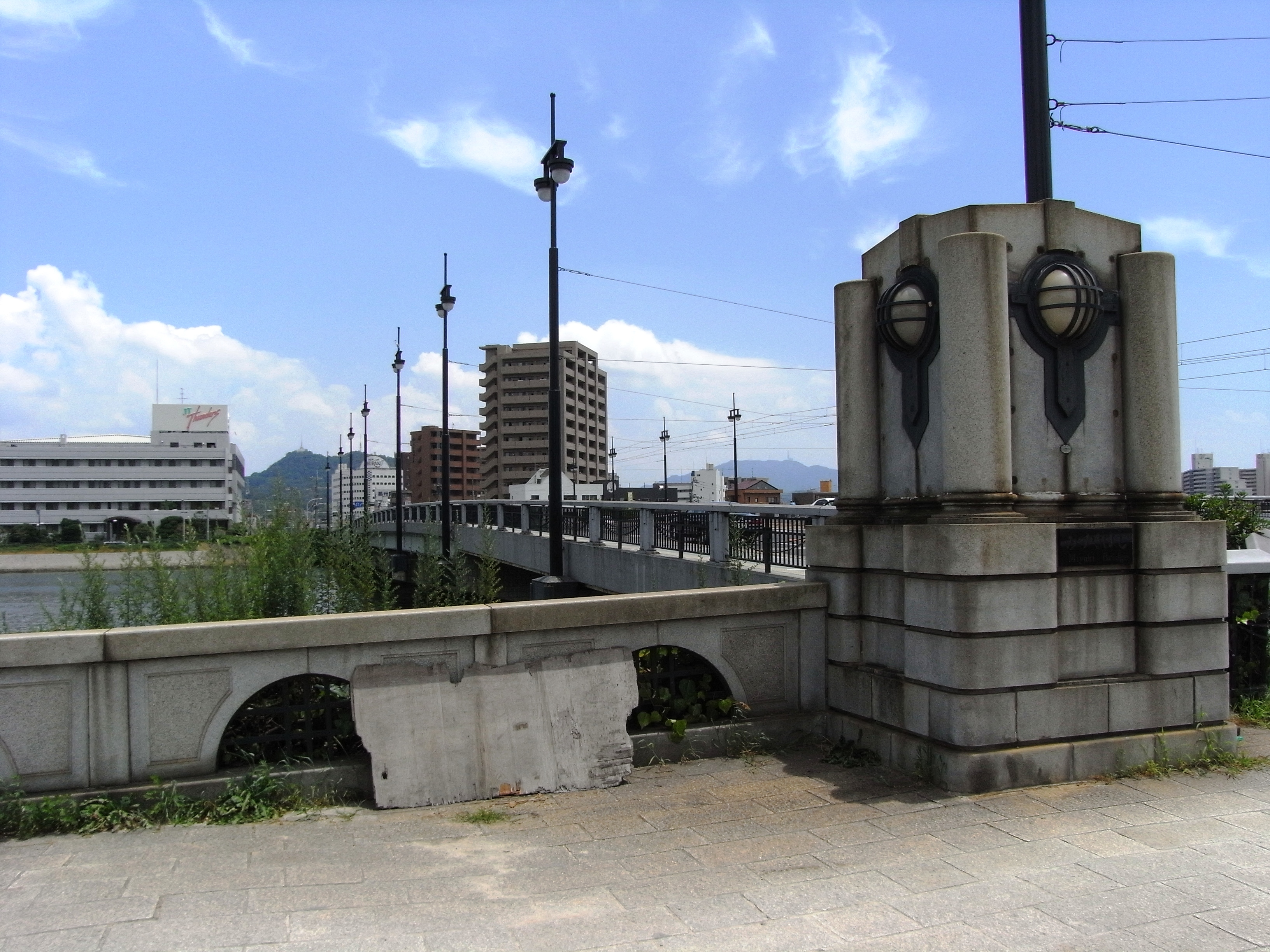
御幸橋西詰
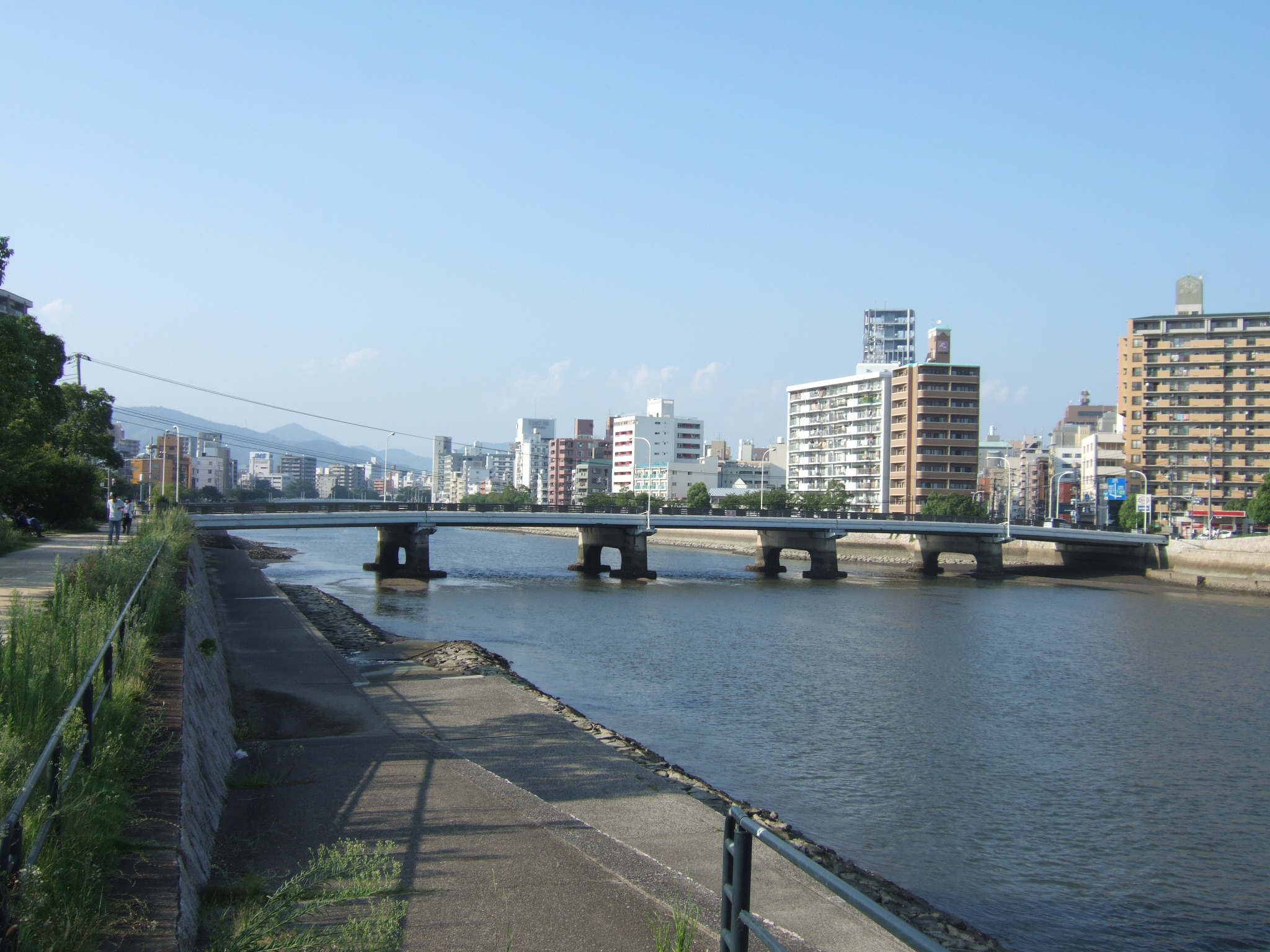
南大橋（下流・吉島側から臨む）
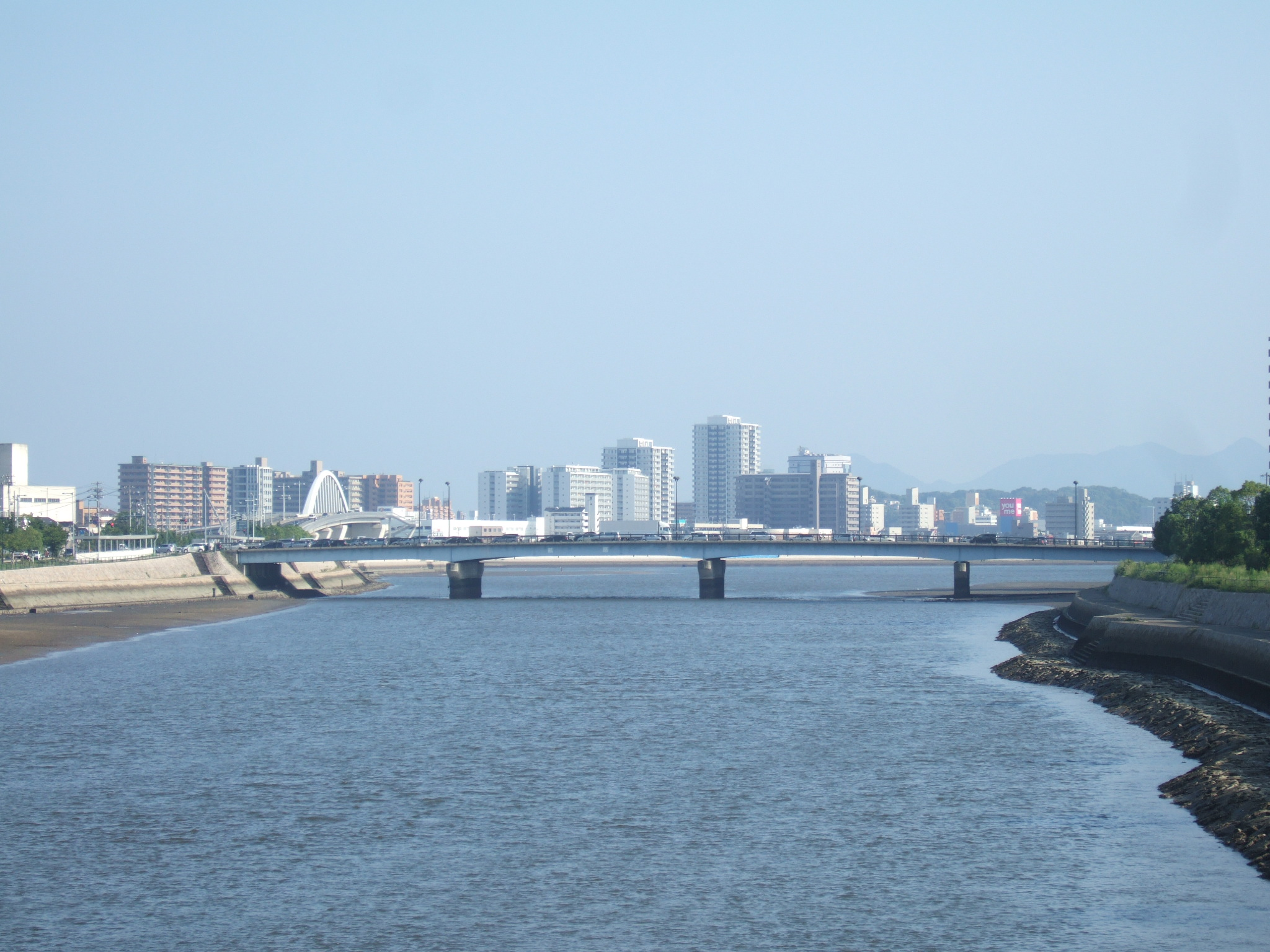
南千田橋（上流から臨む）

### 旧運河
広島築城に際して資材を運搬するため掘削された2つの運河があったが、現在は埋め立てられている。
- 平田屋川：現在の並木通り・じぞう通りを経て旧広島大学本部キャンパス（東千田公園）・千田小学校東側を通り御幸橋西詰あたりで京橋川に合流し、かつての千田町（現在の東千田町）の東側の境界となっていた。戦後まで残っていたが現在は埋め立てられている。
- 西塔川（西堂川）：現在の鯉城通りを経て鷹野橋交差点からまっすぐ南下する市道鷹野橋宇品線のルートを通り、現在の南大橋東詰辺りで元安川に合流し、かつての千田町（当時は国泰寺村）の西側の境界となっていた。広電宇品線の敷設によって埋め立てられた。

## 交通
- 広島電鉄宇品線
  - 日赤病院前電停 - 旧広島大学前電停
  - 広電本社前電停
  - 御幸橋電停

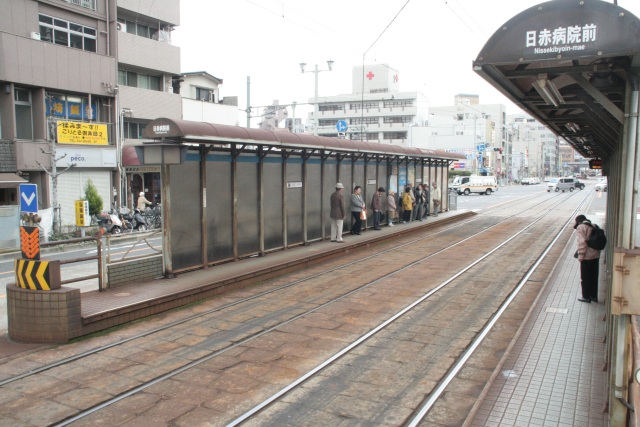
日赤病院前電停
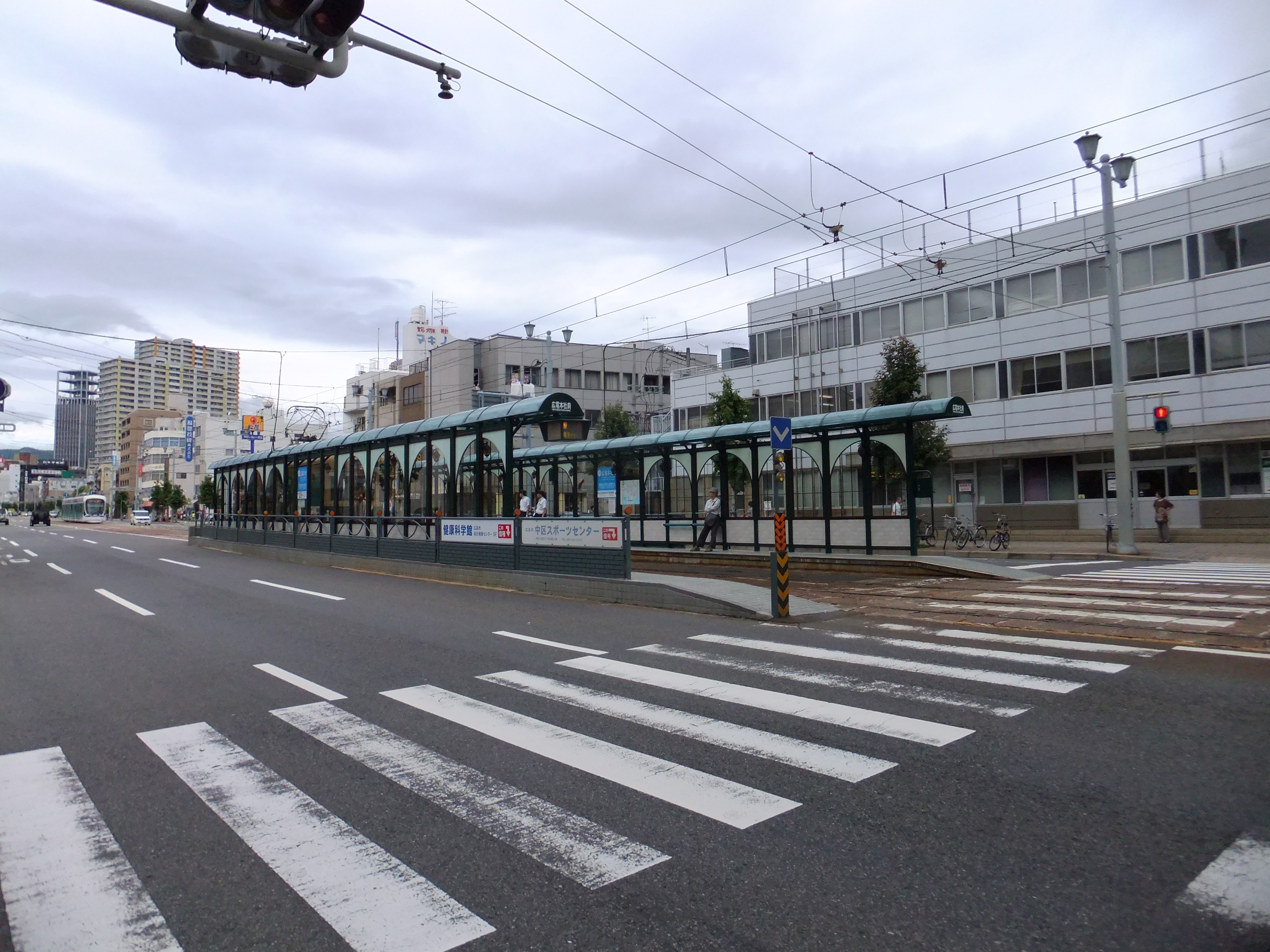
広電本社前電停
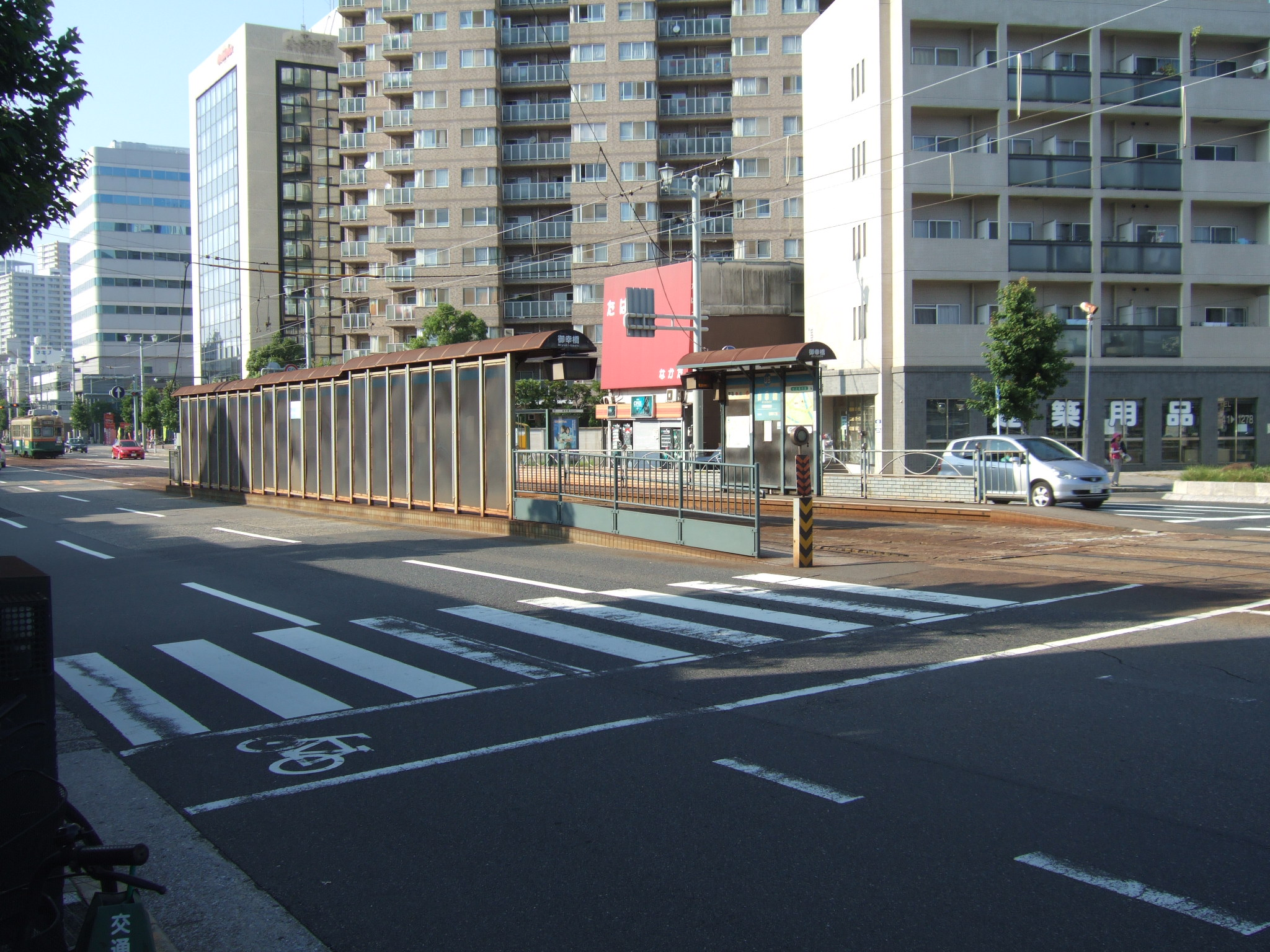
御幸橋電停

## 著名な出身者
- 木村功 - 俳優。海軍に応召中、原爆により家族が全滅。『七人の侍』など黒澤明監督の映画作品への出演で知られる。